# 中山一郎
中山 一郎（なかやま いちろう、1969年9月21日 - ）は、日本の実業家。IDCフロンティア代表取締役社長や、一休代表取締役副社長を経て、PayPay代表取締役社長最高経営責任者。

## 人物・経歴
熊本県生まれ。愛知県出身。1994年明治学院大学経済学部経済学科卒業、国際デジタル通信入社。経理部を経て、1998年営業部門に配属。2002年CEOアワード受賞。2003年ケーブル・アンド・ワイヤレスIDC法人営業部門CAN営業部第4グループグループリーダー。
2011年IDCフロンティア取締役に昇格。2012年IDCフロンティア代表取締役社長。2016年一休代表取締役副社長執行役員。2018年ヤフー執行役員コマースカンパニー予約統括本部長。同年PayPay代表取締役社長執行役員CEO、ヤフー執行役員コマースカンパニー決済統括本部長。